# یوساکو مائزاوا

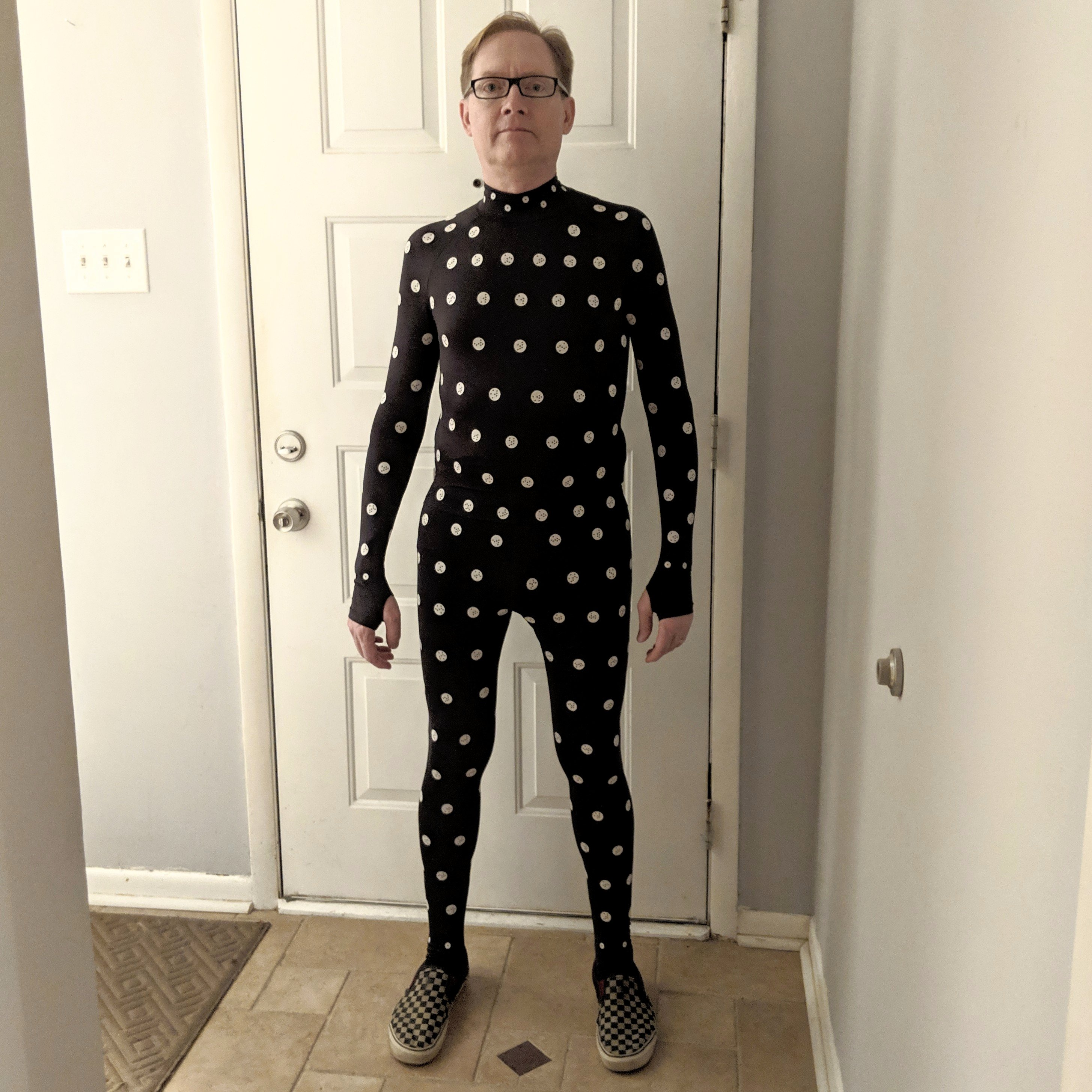
مردی که لباس زوزوسووت پوشیده است.

مائزاوا یوساکو یا یوساکو مائزاوا (ژاپنی: 前澤 友作، انگلیسی: Yusaku Maezawa, ۲۲ نوامبر ۱۹۷۵ ) یک میلیاردر، کارآفرین ژاپنی و مجموعه‌دار آثار هنری است. او «استارت تودی» را در سال ۱۹۹۸ تأسیس کرد و وب سایت خرده‌فروشی مد آنلاین «زوزوتاون» را در سال ۲۰۰۴ راه‌اندازی کرد که اکنون بزرگترین وب سایت ژاپن است. اخیراً مائزاوا یک برند پوشاک سفارشی «زوزو» و سیستم اندازه‌گیری در خانه، «زوزوسووت» را در سال ۲۰۱۸ معرفی کرد. از دسامبر ۲۰۲۱، فوربز دارایی خالص او را ۲ میلیارد دلار تخمین زده‌است.

## اوایل زندگی
مائزاوا شروع به تحصیل در دبیرستان «واسدا جیتسوگیو» در سال ۱۹۹۱ کرد، جایی که او یک گروه مستقل را با همکلاسی‌های خود به نام «سوئیچ استایل»[ژ] راه‌اندازی کرد که در آن نوازنده درام بود. این گروه اولین ئی‌پی خود را در سال ۱۹۹۳ منتشر کرد.
پس از فارغ‌التحصیلی از دبیرستان، تصمیم گرفت به دانشگاه نرود. در عوض او با دوست‌دخترش به ایالات متحده نقل مکان کرد و در آنجا شروع به جمع‌آوری سی‌دی و صفحه کرد. هنگامی که در سال ۱۹۹۵ به ژاپن بازگشت، مجموعه آلبوم‌های او مبنایی برای اولین شرکت او شد که آلبوم‌ها و سی‌دی‌های که جمع‌آوری کرده و به ژاپن آورده بود را از طریق پست می‌فروخت.